# Volkmar Trommsdorff

Volkmar Trommsdorff

Ernst Volkmar Trommsdorff (* 17. September 1936 in Darmstadt; † 17. Juni 2005 in Meilen) war ein deutscher Mineraloge und Petrologe.
Trommsdorff wurde 1961 an der Universität Innsbruck promoviert (Zur Kenntnis des Ehrwaldites). Er war von 1972 bis 2001 ordentlicher Professor für Petrographie an der ETH Zürich und der Universität Zürich.
Er befasste sich vor allem mit metamorphen Prozesse und der Wechselwirkung von festen und flüssigen Phasen im oberen Mantel und der Erdkruste mit Anwendungen auf die Geodynamik, wobei er theoretische Untersuchungen mit Hochdruckexperimenten verknüpfte.
1997 wurde er zum Mitglied der Deutschen Akademie der Naturforscher Leopoldina gewählt. 2002 wurde er Ehrenmitglied der Deutschen Mineralogischen Gesellschaft. 2002 erhielt er die Abraham-Gottlob-Werner-Medaille (als einer der „international erfolgreichsten Petrologen aus dem kontinentalen Europa“, der das „heutige revolutionäre geowissenschaftliche Bild des Alpenorogens wesentlich mitprägte“), er erhielt die Friedrich-Becke-Medaille und wurde 2005 Ehrendoktor in Siena.

## Schriften
- mit Volker Dietrich: Grundzüge der Erdwissenschaften, vdf Hochschulverlag, 6. Aufl., Zürich 1999, ISBN 3-7281-2662-4.